# 이선혜
이선혜는 대한민국의 텔레비전 드라마 작가이다. 

## 학력
- 한국외국어대학교 통역대학원 한불과 졸업
- 프랑스 국립 루앙대학교 유학
- 고려대학교 불어불문과 졸업

## 예능
- 1995년 ~ 1998년 KBS2 예능프로그램 《슈퍼 선데이》 ... 공동집필

## 드라마
- 2012년 tvN 화요주간 드라마 《응답하라 1997》 ... 공동집필
- 2013년 tvN 금토 미니시리즈 《응답하라 1994》 ... 공동집필
- 2015년 ~ 2016년 tvN 금토 미니시리즈 《응답하라 1988》 ... 공동집필
- 2017년 MBC 월화 미니시리즈 《20세기 소년소녀》 ... 집필
- 2022년 MBC 주말 미니시리즈 《일당백집사》 ... 집필